# A Sister's All You Need.
A Sister's All You Need. (妹さえいればいい。?, Imōto sae ireba ii., lett. "Sarebbe bello se esistesse davvero mia sorella minore.") è una serie di light novel scritta da Yomi Hirasaka e illustrata da Kantoku, edita da Shogakukan, sotto l'etichetta Gagaga Bunko, da marzo 2015 a febbraio 2020. Due adattamenti manga sono stati pubblicati rispettivamente sul Monthly Sunday Gene-X di Shogakukan e sul Gangan Joker di Square Enix nel 2015 e 2016, mentre un adattamento anime, prodotto da Silver Link, è stato trasmesso in Giappone tra l'8 ottobre e il 24 dicembre 2017.

## Personaggi
Itsuki Hashima (羽島 伊月?, Hashima Itsuki)
Doppiato da: Yūsuke Kobayashi
Chihiro Hashima (羽島 千尋?, Hashima Chihiro)
Doppiato da: Nozomi Yamamoto
Nayuta Kani (可児 那由多?, Kani Nayuta)
Doppiata da: Hisako Kanemoto
Miyako Shirakawa (白川 京?, Miyako Shirakawa)
Doppiata da: Risa Taneda (primo drama-CD), Ai Kakuma (secondo drama-CD, anime)
Haruto Fuwa (不破 春斗?, Fuwa Haruto)
Doppiato da: Satoshi Hino
Setsuna Ena (恵那 刹那?, Ena Setsuna)
Doppiato da: Tsubasa Yonaga (anime)
Ashley Ōno (大野 アシュリー?, Ōno Ashurī)
Doppiata da: Manami Numakura (anime)
Kenjirō Toki (土岐 健次郎?, Toki Kenjirō)
Doppiato da: Satoshi Hino (anime)
Kaiko Mikuniyama (三国山 蚕?, Mikuniyama Kaiko)
Doppiata da: Akane Fujita (anime)

## Media

### Light novel
La serie di light novel è stata scritta da Yomi Hirasaka con le illustrazioni di Kantoku. Il primo volume è stato pubblicato da Shogakukan, sotto l'etichetta Gagaga Bunko, il 18 marzo 2015 e al 18 febbraio 2020 ne sono stati messi in vendita in tutto quattordici. In America del Nord i diritti sono stati acquistati da Yen Press, mentre in Taiwan da Tong Li Publishing.
| Nº | Data di prima pubblicazione                | Data di prima pubblicazione                                                              | Data di prima pubblicazione |
| Nº | Giapponese                                 | Giapponese                                                                               |                             |
| -- | ------------------------------------------ | ---------------------------------------------------------------------------------------- | --------------------------- |
| 1  | 18 marzo 2015                              | ISBN 978-4-09-451507-7                                                                   |                             |
| 2  | 17 luglio 2015                             | ISBN 978-4-09-451560-2                                                                   |                             |
| 3  | 18 novembre 2015                           | ISBN 978-4-09-451580-0                                                                   |                             |
| 4  | 18 marzo 2016 (ed. regolare & limitata)    | ISBN 978-4-09-451598-5 (ed. regolare) ISBN 978-4-09-451597-8 (ed. limitata con drama-CD) |                             |
| 5  | 20 luglio 2016                             | ISBN 978-4-09-451618-0                                                                   |                             |
| 6  | 20 dicembre 2016                           | ISBN 978-4-09-451646-3                                                                   |                             |
| 7  | 18 maggio 2017 (ed. regolare & limitata)   | ISBN 978-4-09-451677-7 (ed. regolare) ISBN 978-4-09-451676-0 (ed. limitata con drama-CD) |                             |
| 8  | 20 settembre 2017                          | ISBN 978-4-09-451697-5                                                                   |                             |
| 9  | 20 febbraio 2018                           | ISBN 978-4-09-451719-4                                                                   |                             |
| 10 | 18 luglio 2018                             | ISBN 978-4-09-451742-2                                                                   |                             |
| 11 | 18 dicembre 2018 (ed. regolare & speciale) | ISBN 978-4-09-451765-1 (ed. regolare) ISBN 978-4-09-451764-4 (ed. speciale)              |                             |
| 12 | 18 aprile 2019                             | ISBN 978-4-09-451782-8                                                                   |                             |
| 13 | 18 settembre 2019                          | ISBN 978-4-09-451808-5                                                                   |                             |
| 14 | 18 febbraio 2020                           | ISBN 978-4-09-451828-3                                                                   |                             |

### Manga
Un adattamento manga di Idu, intitolato Imōto sae ireba ii. @comic (妹さえいればいい。＠comic?) ha iniziato la serializzazione sulla rivista Monthly Sunday Gene-X di Shogakukan il 19 dicembre 2015. Nove volumi tankōbon sono stati pubblicati tra il 19 maggio 2016 e il 18 ottobre 2019. In Taiwan i diritti sono stati acquistati sempre da Tong Li Publishing.
| Nº | Data di prima pubblicazione | Data di prima pubblicazione | Data di prima pubblicazione |
| Nº | Giapponese                  | Giapponese                  |                             |
| -- | --------------------------- | --------------------------- | --------------------------- |
| 1  | 19 maggio 2016              | ISBN 978-4-09-157448-0      |                             |
| 2  | 18 novembre 2016            | ISBN 978-4-09-157465-7      |                             |
| 3  | 19 maggio 2017              | ISBN 978-4-09-157485-5      |                             |
| 4  | 20 settembre 2017           | ISBN 978-4-09-157499-2      |                             |
| 5  | 19 febbraio 2018            | ISBN 978-4-09-157514-2      |                             |
| 6  | 17 agosto 2018              | ISBN 978-4-09-157538-8      |                             |
| 7  | 19 febbraio 2019            | ISBN 978-4-0915-7559-3      |                             |
| 8  | 19 giugno 2019              | ISBN 978-4-0915-7566-1      |                             |
| 9  | 18 ottobre 2019             | ISBN 978-4-0915-7576-0      |                             |

Un altro adattamento manga di Kobashiko, intitolato Imōto sae ireba ii. Gaiden: imōto ni sae nareba ii! (妹さえいればいい。外伝 妹にさえなればいい！? lett. "Sarebbe bello se esistesse davvero mia sorella minore. Storia secondaria: sarebbe bello se diventassi davvero sua sorella minore!"), ha iniziato la serializzazione sul Gangan Joker di Square Enix il 22 ottobre 2016. Tre volumi tankōbon sono usciti tra il 18 maggio 2017 e il 20 febbraio 2018.
| Nº | Data di prima pubblicazione | Data di prima pubblicazione | Data di prima pubblicazione |
| Nº | Giapponese                  | Giapponese                  |                             |
| -- | --------------------------- | --------------------------- | --------------------------- |
| 1  | 18 maggio 2017              | ISBN 978-4-7575-5341-5      |                             |
| 2  | 20 settembre 2017           | ISBN 978-4-7575-5472-6      |                             |
| 3  | 20 febbraio 2018            | ISBN 978-4-7575-5632-4      |                             |

### Anime
Un adattamento anime, prodotto da Silver Link e diretto da Shin Ōnuma, è andato in onda dall'8 ottobre al 24 dicembre 2017. La composizione della serie è a cura della stessa autrice Hirasaka, mentre la colonna sonora è stata composta da Tomoki Kikuya. Le sigle di apertura e chiusura sono rispettivamente Ashita no kimi sae ireba ii. (明日の君さえいればいい。?) di ChouCho e Donna hoshizora yori mo, donna omoide yori mo (どんな星空よりも、どんな思い出よりも?) di Aira Yūki. Gli episodi sono stati trasmessi in streaming in simulcast, anche coi sottotitoli in lingua italiana, da Crunchyroll.

#### Episodi
| Nº | Titolo italiano Giapponese 「Kanji」 - Rōmaji | In onda          | In onda |
| Nº | Titolo italiano Giapponese 「Kanji」 - Rōmaji | Giapponese       |         |
| 1  | Ho solo bisogno di un fratellino che cucini, di una bella ragazza nuda e di amici con cui mi trovi bene. 「料理上手の弟と全裸の美少女と気の合う友達さえいればいい。」 - Ryōri jōzu no otōto to zenra no bishōjo to ki no au tomodachi sae ireba ii. | 8 ottobre 2017   |         |
| 2  | Se accadesse un miracolo. 「奇跡さえ起きればいい。」 - Kiseki sae okireba ii. | 15 ottobre 2017  |         |
| 3  | Se proprio serve per il romanzo. 「取材でさえあればいい。」 - Shuzai de sae areba ii. | 22 ottobre 2017  |         |
| 4  | Purché sia per lavoro. 「仕事さえすればいい。」 - Shigoto sae sureba ii. | 29 ottobre 2017  |         |
| 5  | Hai solo bisogno di scrivere romanzi. 「小説さえ書けばいい。」 - Shōsetsu sae kakeba ii. | 5 novembre 2017  |         |
| 6  | Hai solo bisogno che gli adattamenti del tuo lavoro vadano bene. 「メディア展開さえ上手くいけばいい。」 - Media tenkai sae umaku ikeba ii. | 12 novembre 2017 |         |
| 7  | Hai solo bisogno di un po' di avventura. 「冒険さえあればいい。」 - Bōken sae areba ii. | 19 novembre 2017 |         |
| 8  | Hai solo bisogno di amore e amicizia. 「恋と友情さえあればいい。」 - Koi to yūjō sae areba ii. | 26 novembre 2017 |         |
| 9  | Hai solo bisogno di nudo e biancheria intima. 「全裸と下着さえあればいい。」 - Zenra to shitagi sae areba ii. | 3 dicembre 2017  |         |
| 10 | Hai solo bisogno di non avere problemi. 「悩みさえなければいい。」 - Nayami sae nakereba ii. | 10 dicembre 2017 |         |
| 11 | Hai solo bisogno di diventare il protagonista. 「主人公にさえなればいい。」 - Shujinkō ni sae nareba ii. | 17 dicembre 2017 |         |
| 12 | Hai solo bisogno di una sorellina? 「妹さえいればいい？」 - Imōto sae ireba ii? | 24 dicembre 2017 |         |